# Даниловський район (Волгоградська область)
Даниловський район (рос. Даниловский район) — муніципальне утворення у Волгоградській області. Адміністративний центр — робітниче селище Даниловка.
Розташований на українських етнічних землях Жовтого Клину.

## Історія
Даниловський район заснований Постановою Президії ВЦВК 23 червня 1928 року у  складі Камишинського округу Нижньо-Волзького краю. З 1934 року у складі Сталінградського краю, з 1936 року - Сталінградської (Волгоградської) області.
В 1963 році район був скасований, знову утворений в 1967 році, до складу району увійшла територія скасованого Березовського району.
22 грудня 2004 року відповідно до Закону Волгоградської області № 1058-ОД район наділений статусом муніципального району. У його складі утворено 11 муніципальних утворень: 1 міське і 10 сільських поселень.